# Centrale nucleare di Dampierre
La centrale nucleare di Dampierre è una centrale nucleare francese situata nel Loiret, sul territorio del comune di Dampierre-en-Burly, a sud-est di Orléans (50 km) e a nord di quella di Belleville (45 km), sulla riva destra della Loira.
L'impianto è composto da 4 reattori PWR operativi – modello CP1 – da 2 785MWt e da 937MWe. I 4 reattori di Dampierre fanno parte di un programma, iniziato nel 1974, comprendente di una serie di 18 reattori (su 4 centrali) del modello CP1 e completato nel 1983.
L'impianto è stato oggetto di 4 guasti di livello 2 nella scala INES nel 1992, 1996, 2000 e 2001.